# Gobius tropicus
Gobius tropicus — вид риб з родини бичкових (Gobiidae). Демерсальна, тропічна морська риба. Мешкає в південно-східній Атлантиці. Таксономічний статус виду до кінця не ясний, вид потребує додаткового дослідження.